# Сде-Варбург
Сде-Варбург (ивр. שְׂדֵה וַרְבּוּרְג‎), мошав шитуфи  долине Шарон. Расположенный в 2 км к северу от Кфар-Савы.
Принадлежит объединению Ха-Ихуд ха-хаклаи. Основан в 1938 году. Название получил  в память  сионистского деятеля Отто Варбурга, который умер в том же году. Первыми поселенцами стали выходцы из Германии. В 1958 году в мошав влились репатрианты из Польши и уроженцы Эрец-Исраэль. Это одно из поселений, созданных методом Стена и башня.

## Население
По данным Центрального статистического бюро Израиля, население на начало 2020 года составляло 1 478 человек.